# Абако (острова)
Острова А́бако (англ. Abaco Islands) расположены в северной части Багамских островов. Основные острова: Бо́льшой А́бако и Ма́лый А́бако. Площадь — 1681 км², население — 16 692 человек.
Другие острова:
- Вуд Ки (Wood Cay)
- Елбоу Ки (Elbow Cay)
- Лубберс Куартерс Ки (Lubbers Quarters Cay)
- Грин Тартл Ки (Green Turtle Cay)
- Грейт Гуана Ки (Great Guana Cay)
- Каставай Ки (Castaway Cay)
- Мэн-О-Уар Ки (Man-o-War Cay)
- Странджерс Ки (Stranger’s Cay)
- Умбрелла Ки (Umbrella Cay)
- Уолкерс Ки (Walker’s Cay)
- Литл Гранд Ки (Little Grand Cay)
- Острова Мура (Moore’s Island)

В административном отношении острова Абако составляют пять из 31 районов Багамских островов:
- Северный Абако
- Центральный Абако
- Южный Абако
- Острова Мура
- Хоуп Таун

Города островов Абако:
- Марш-Харбор (Marsh Harbour)
- Хоп-Таун (Hope Town)
- Трежер-Ки (Treasure Cay)
- Куперс-Таун (Coopers Town)
- Корништаун (Cornishtown)